# Montpollin
Montpollin – miejscowość i dawna gmina we Francji, w regionie Kraj Loary, w departamencie Maine i Loara. W 2008 roku jej populacja wynosiła 195 mieszkańców.
W dniu 1 stycznia 2013 roku z połączenia pięciu ówczesnych gmin – Baugé, Montpollin, Pontigné, Saint-Martin-d’Arcé oraz Le Vieil-Baugé – utworzono nową gminę Baugé-en-Anjou. Siedzibą gminy została miejscowość Baugé.